# Petar Gorša
Petar Gorša (Bjelovar, 11. siječnja 1988.), svjetski juniorski doprvak u streljaštvu. Državni rekorder u trostavu 50 m te pojedinačni i ekipni u zračnoj pušci i ležeći 50 m. Bio je prvi na ISSF-ovoj svjetskoj ljestvici u trostavu 50 m malokalibarskom puškom i zračnoj pušci 10 m, istovremeno.
Petar Gorša, rođen je u Bjelovaru, živi u bjelovarskom predgrađu Mlinovac. Završio je Gimnaziju u Bjelovaru, studirao na Ekonomskom fakultetu u Bjelovaru. Član je Streljačkog društva “Dalmacijacement” iz Solina.
Višestruki je prvak Hrvatske u streljaštvu i aktualni europski juniorski prvak te svjetski juniorski viceprvak u gađanju zračnom puškom.
Ostvario je 7. i 10. mjesto na Svjetskom prvenstvu u gađanju malokalibarskom puškom. Najbolji rezultat postignut na natjecanju mu je 597 krugova, i to je trenutno hrvatski rekord u gađanju zračnom puškom.
Na Velikom danu hrvatskog sporta, 16. siječnja 2007. proglašen je najvećom nadom hrvatskog sporta (po izboru Hrvatskog olimpijskog odbora).
Dana 5. svibnja 2007. ostvario je do tada svoj najveći sportski uspjeh u životu. Na ISSF-ovom Svjetskom kupu u Bangkoku (Tajland) osvojio je 4. mjesto i rezultatom od 595 krugova osigurao kvotu za nastup na Olimpijskim igrama u Pekingu 2008. godine.
U svojoj posljednjoj juniorskoj godini, osvojio je po drugi put naslov prvaka Europe, u švicarskom Winterthuru, 25. veljače 2008.
Na Europskim igrama u Bakuu 21. lipnja 2015., Petar Gorša osvojio je srebro u disciplini trostav ostvarivši rezultat karijere.
U azerbajdžanskoj Gabali osvojio je broncu u gađanju zračnom puškom 15. kolovoza 2015., uz svoj najbolji rezultat karijere i popravak hrvatskog rekorda. Ujedno je osigurao nastup na Olimpijskim igrama u Rio de Janeiru po treći put nakon Londona i Pekinga, gdje je nastupio u disciplini 10 m zračna puška i nije se plasirao u završnicu.
Osvojio je brončanu medalju na Europskom prvenstvu u gađanju zračnim oružjem, u mađarskom gradu Juri.
Osvojio je srebrno odličje u momčadskoj konkurenciji zajedno s Miranom Maričićem i Marinom Čerinom na Europskom prvenstvu u gađanju zračnim oružjem, u mađarskom gradu Juri.
Petar Gorša je, nakon osvojenog srebrnog odličja u zračnoj pušci, na Svjetskom prvenstvu u streljaštvu u južnokorejskom Changwonu osvojio i srebro u malokalibarskom trostavu.
Dana, 1. rujna 2019. zasjeo je na 1. mjesto ISSF ranking ljestvica u zračnoj pušci 10 m i trostavu malokalibarskom puškom 50 m.
Na Europskim igrama u Krakovu 2023., Petar Gorša osvojio je srebro u disciplini zračna puška 10 m, a na Svjetskom prvenstvu iste godine u Bakuu osvojio je broncu u istoj disciplini momčadski.
Na Europskom prvenstvu u Osijeku 2025. godine osvojio je srebrnu medalju u momčadskoj konkurenciji s Miranom Maričićem i Josipom Sikavicom.